# Soringho
Soringho est un village situé au nord-est du Sénégal, plus précisément dans la région de Matam, dans le département de Kanel et la communauté rurale de Wouro Sidy, à proximité du fleuve Sénégal et de la frontière avec la Mauritanie.
Soringho est un village constitué de près de 4 500 habitants. Il est composé principalement de deux ethnies : les Soninkés et les Pulars. Soringho Sebbe compte 2 934 habitants et 129 carrés. Son chef est Diatourou Konaté (en 2015). Soringho Pulaar compte 2 125 habitants et 80 carrés. Son chef est Mamadou Abdoul Daff (en 2015).
Le village est constitué de cultivateurs. Soringho est un village entièrement musulman, cela est confirmé par ses nombreux marabouts qui y enseignent le Coran. Comme toute ville ou tout village du Sénégal, Soringho fait toujours parler de son accueil chaleureux (Teranga). Ainsi, on note la présence de quelques ethnies secondaires issues notamment des Wolofs qui sont principalement des commerçants, certains marchandent dans les ruelles et d'autres sont dans les boutiques, également plus loin on y trouve des Bambaras (Mali) qui usent de leur force dans les travaux champêtres durant l'hivernage et quelques-uns aussi puisent de l'eau au niveau des puits pour vendre.
Les jeunes du village s'acheminent à Dakar après l'hivernage pour les uns, par contre les vacanciers partent souvent bien avant la moisson.
Par ailleurs, la pluie est devenue un élément rare car la sécheresse domine durant toute une longue période.